# Pui de Far
El Pui de Far, és un cim de 1.622,5 metres d'altitud situat en el terme municipal de Sarroca de Bellera, al Pallars Jussà. Era limítrof amb l'antic terme de Benés, de l'Alta Ribagorça, fins que aquest darrer municipi quedà agregat al de Sarroca de Bellera.
Aquest puig -pui, en la parla pallaresa- és al nord-oest del poble de Santa Coloma d'Erdo, del qual constitueix el redòs en els vessants del qual s'assenta.